# 물랭 드 라 갈레트
물랭 드 라 갈레트(프랑스어: Moulin de la Galette)는 프랑스 파리 몽마르트르에 위치한 풍차이다. 17세기부터 풍차는 단순히 제분 능력 이상의 것으로 알려져 왔다. 19세기 드브레 가문은 갈색 빵인 갈레트를 만들었는데, 갈레트는 인기를 끌었고, 풍차와 풍차의 이름은 유명한 기게와 레스토랑을 포함했다. 19세기에, 르 물랭 드 라 갈레트는 향락을 추구하는 파리인들을 위한 기분전환, 와인 한 잔과 풍차가 갈은 밀가루로 만든 빵을 상징했다. 오귀스트 르누아르, 빈센트 반 고흐, 그리고 카미유 피사로와 같은 예술가들은 르 물랭 드 라 갈레트를 불멸시켰고, 아마도 가장 주목할 만한 것은 르누아르의 축제 그림인 《물랭 드 라 갈레트의 무도회》일 것이다.

## 풍차

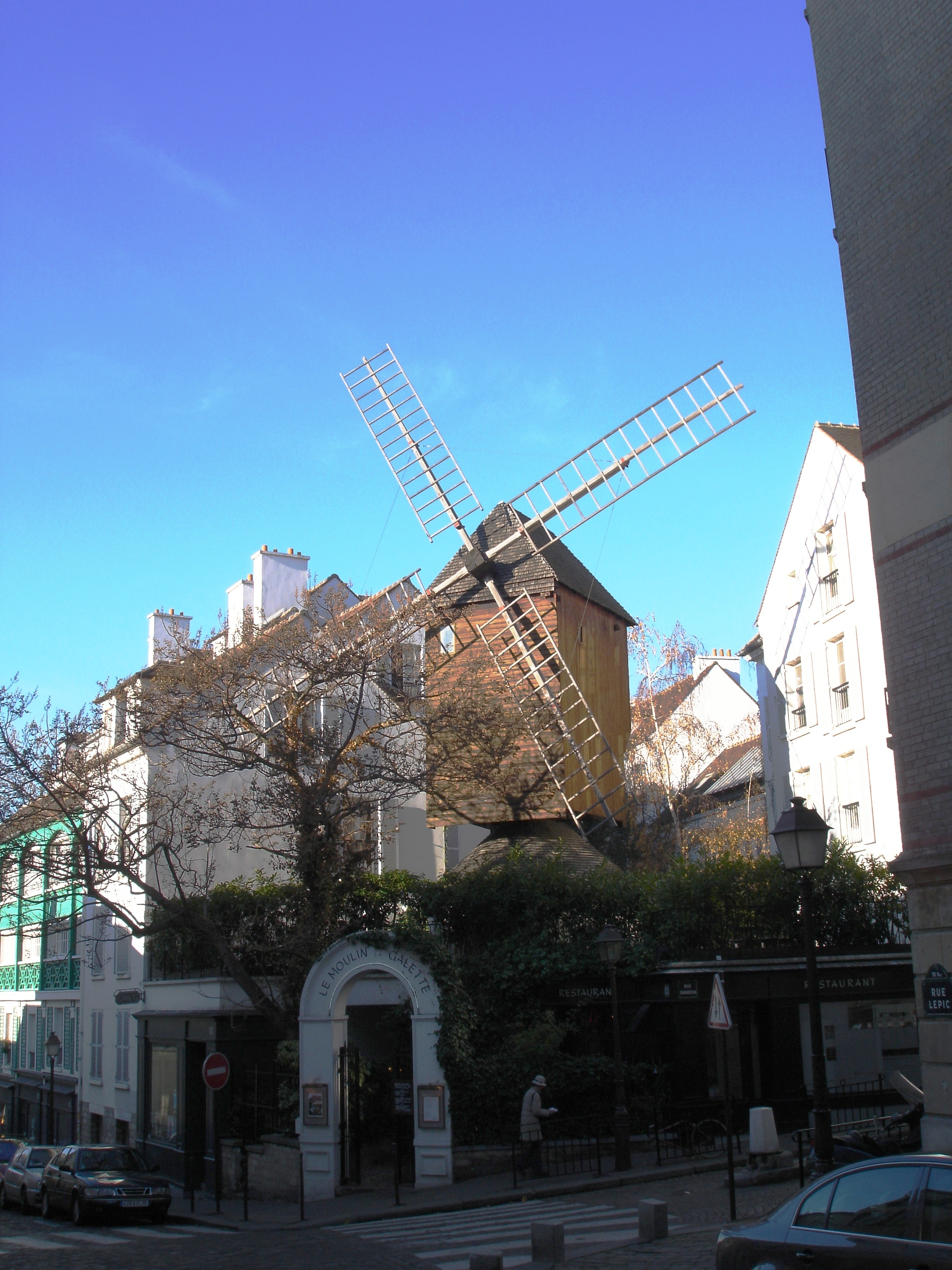
현재의 물랭 드 라 갈레트 레스토랑은 오리지널 물랭 라데가 상위에 있다.

블루트핀(Blute-fin)이라고도 알려진 풍차 물랭 드 라 갈레트는 1622년에 만들어졌다. 블루트핀이라는 이름은 프랑스 동사 블러터(bluter)에서 유래했는데, 이것은 밀가루와 겨를을 분리하기 위해 체로 거르는 것을 의미한다.
드브레 가문은 1809년 밀가루 제조를 위해 두 개의 제분소인 블루트핀과 라데를 인수했다. 그러나 그것은 또한 수확을 가압하거나 제조에 필요한 재료를 분쇄하는 데 사용되었다.
올드 몽마르트르의 친구들 협회는 1915년에 그것을 파괴로부터 구했다. 1924년, 그 소유주는 풍차를 지라돈과 레픽 거리의 모퉁이로 옮겼다. 1978년에 복원되었지만, 운행되지 않고 있다. 풍차는 1958년부터 기념물로 분류되었다.

## 1814년과 1870년 공성전
1814년 나폴레옹 전쟁이 끝난 후, 파리 공성전에서 세 명의 드브레 병사들이 카자크로부터 풍차를 지키다가 목숨을 잃었다.
프로이센-프랑스 전쟁 동안 몽마르트르는 20,000명의 프로이센군에게 공격을 받았다. 공성전 중에 피에르 샤를 드브레가 살해되어 풍차 날개에 못박혔다. 공성전 중에 사망한 사람들을 위한 집단 무덤이 물랭 드 라 갈레트에서 몇 걸음 떨어진 곳에 세워졌다.